# New Cumnock
New Cumnock (gälisch: Cumnag Nuadh) ist eine Ortschaft in der schottischen Council Area East Ayrshire und Hauptort des gleichnamigen Parish. Sie liegt rund sieben Kilometer südöstlich des namensgebenden Cumnock und 48 km nordwestlich von Dumfries im Südosten East Ayrshires. In New Cumnock mündet das aus Süden kommende Afton Water in den Nith.

## Geschichte
Die Gründung New Cumnocks geht auf das späte 17. Jahrhundert zurück und steht im Zusammenhang mit dem Abbau von Kalkstein. Im Laufe der Geschichte existierten außerdem verschiedene Gruben in New Cumnock, in denen Blei, Antimon und Kohle abgebaut wurden. Am 7. September 1950 kam es zum Grubenunglück von New Cumnock als nach langanhaltenden Regenfällen der aufgeweichte Boden in einen Stollen der Knockshinnoch Castle Colliery absackte und 129 Bergleute einschloss. 116 Personen konnten nach drei Tagen gerettet werden, während 13 verstarben. Das Unglück war Thema des 1952 erschienenen Films „Die Tapferen weinen nicht“ (The Brave don’t Cry).

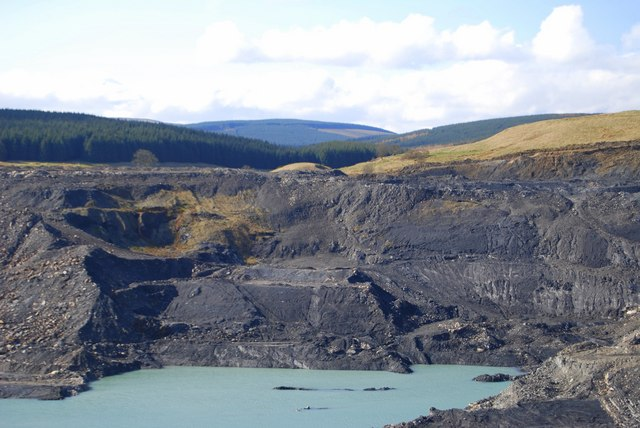
Kohletagebau in New Cumnock

Das letzte Bergwerk schloss in den 1970er Jahren. Die Kohlevorkommen in der Umgebung waren jedoch noch nicht erschöpft. So begann ab 2007 der Kohletagebau an verschiedenen Standorten. Unter anderem wurde ein 13 km langes Förderband zwischen dem Verladebahnhof New Cumnocks und einer Abbaustätte in Dumfriesshire installiert. Nachdem die Ortschaft bereits 2009 nominiert war, wurde sie 2013 zur trostlosesten Gemeinde Schottlands gewählt und erhielt den Carbuncle Award.
Im Zuge des steigenden Bedarfs an Minenarbeitern im 19. Jahrhundert stieg die Einwohnerzahl New Cumnocks zwischen 1831 und 1881 von 2184 auf 3781 an. Seit 1951 (5508 Einwohner) ist die Einwohnerzahl stetig rückläufig. Zuletzt wurde sie im Rahmen des Zensus 2011 auf 2860 bestimmt.

## Verkehr
Die A76 (Dumfries–Kilmarnock) bildet die Hauptstraße New Cumnocks. Bereits im 19. Jahrhundert schloss die Glasgow and South Western Railway New Cumnock mit einem Bahnhof entlang der Glasgow, Dumfries and Carlisle Railway an das Eisenbahnnetz an. Nachdem der Bahnhof im Rahmen der Beeching-Axt im Jahre 1965 geschlossen worden war, erfolgte 1991 die Wiedereröffnung. Er wird heute von der Glasgow South Western Line der First ScotRail bedient.